# Красноармейский (Орловская область)
Красноармейский — посёлок в Троснянском районе Орловской области. Административный центр Малахово-Слободского сельского поселения. Население 350 (2010) человек

## Общая физико-географическая характеристика
Географическое положение
По автомобильным дорогам расстояние до областного центра города Орёл составляет 81 км, до районного центра села Тросна — 13 км. Абсолютная высота 233 метра над уровнем моря.
Часовой пояс
Красноармейский, как и вся Орловская область, находится в часовой зоне МСК (московское время). Смещение применяемого времени относительно UTC составляет +3:00.

## Население
| 2002 | 2010 |
| ---- | ---- |
| 403  | ↘350 |

Национальный состав
Согласно результатам переписи 2002 года, в национальной структуре населения русские составляли  98% из 403 человек.